# Konstal 1W
1W, CIIa, S501W (seria Wdd / Wddo / E / [Ekk]) — wagony węglarki eksploatowane w latach powojennych przez Polskie Koleje Państwowe.

## Historia
W wyniku drugiej wojny światowej zniszczeniu uległy wszystkie zakłady produkujące tabor kolejowy na terenie Polski. Niezwłoczne uruchomienie produkcji nowych wagonów było możliwe tylko z wykorzystaniem posiadanej już przedwojennej dokumentacji konstrukcyjnej, pomimo przestarzałości stosowanych w niej rozwiązań.
Pierwsze powojenne węglarki były budowane i dostarczane na przełomie lat 1945/1946.

### 1W i CIIa
Pierwowzorem polskiej węglarki CIIa produkowanego przed wojną od lat 20. była znormalizowana węglarka niemieckiej budowy, z 1913 roku. W czasie wojny wagony takie były budowane przede wszystkim w zakładach w Ostrowcu Świętokrzyskim (ponad 2000 sztuk), po wojnie kontynuowana także w Ostrowcu oraz w Chorzowie.

### S501W
Zarówno węglarki polskie, jak i szwedzkie S501W nie miały pomostów hamulcowych; różniły się tylko detalami. Wagony miały zestawy kołowe na łożyskach ślizgowych, ze średnicą czopa 115 mm, resory trzynastopiórowe, zderzaki tulejowe o długości 650 mm oraz nawskrośne urządzenie cięgłowe, o wytrzymałości 65 t.
Ostatnie egzemplarze wycofano z eksploatacji.